# Enoplognatha
Enoplognatha là một chi nhện trong họ Theridiidae. Chi này có 65 loài. Chúng có nhiều màu sắc từ trắng nhạt tới xanh, đặc biệt là chúng có kén màu xanh. Chúng phân bố hầu như khắp thế giới.

## Các loài ở châu Âu
Các loài phân bố ở châu Âu gồm:
- Enoplognatha thoracica
- Enoplognatha ovata
- Enoplognatha mordax
- Enoplognatha latimana